# Google Chrome App
Google Chrome Apps або Chrome Apps — певний тип нестандартного веб-додатку, який працює у веб-браузері Google Chrome. Додатки Chrome можна отримати в веб-магазині Chrome, де можна встановити або придбати додатки, розширення та теми. Існує два типи додатків: розміщені на хостингу та розміщені в пакетах, які мають різне розташування виконуваного файлу і призначені для різних випадків використання. Підтримка Chrome Apps була вилучена з Chrome у червні 2022 року, за винятком ChromeOS, де підтримку було продовжено щонайменше до січня 2025 року.

## Історія
19 серпня 2016 року компанія Google оголосила, що почне поступово припиняти підтримку Chrome Apps для Windows, MacOS і Linux (як упакованих, так і розміщених на хостингу) до кінця 2016 року, а завершить цей процес на початку 2018 року. Компанія заявила, що такі додатки продовжуватимуть підтримуватися і обслуговуватися на ChromeOS «в осяжному майбутньому». Пізніше план змінився, і Chrome Apps працюватимуть принаймні до січня 2025 року для ChromeOS.
15 січня 2020 року Google оголосила, що Chrome почне повністю припиняти підтримку Chrome Apps з березня 2020 року, з підтримкою для користувачів до червня 2021 року і для підприємств до червня 2022 року.

## Типи
Додатки Chrome можуть бути розміщені на хостингу або в пакетах. У хостингових додатках фонові веб-сторінки розміщуються на віддаленому сервері, а сам додаток працює як закладка або ярлик; упаковані додатки мають автономну функціональність, використовуючи локальне сховище.

### Розміщені на хостингу
Розміщені додатки — це оригінальний тип додатків Chrome. Вони містять єдиний файл маніфесту, який містить URL-адресу та додаткову інформацію про програму. Зазвичай хостингові додатки працюють в автономному режимі і на них поширюються звичайні обмеження безпеки веб-сторінок.

### Розміщені в пакетах
Паковані додатки були запущені 5 вересня 2013 року. Вони мають функції, дуже схожі на нативні десктопні додатки, а саме: можуть працювати в автономному режимі (за замовчуванням), взаємодіяти з апаратними пристроями та мати доступ до локальної пам'яті. Паковані додатки не обмежуються звичайним інтерфейсом Chrome і можуть відображатися без класичного віконного меню та елементів інтерфейсу користувача операційної системи.